# Sauvigney-lès-Gray
Sauvigney-lès-Gray – miejscowość i gmina we Francji, w regionie Burgundia-Franche-Comté, w departamencie Górna Saona.
Według danych na rok 1990 gminę zamieszkiwały 82 osoby, a gęstość zaludnienia wynosiła 8 osób/km² (wśród 1786 gmin Franche-Comté Sauvigney-lès-Gray plasuje się na 661. miejscu pod względem liczby ludności, natomiast pod względem powierzchni na miejscu 422.).